# Exutorio

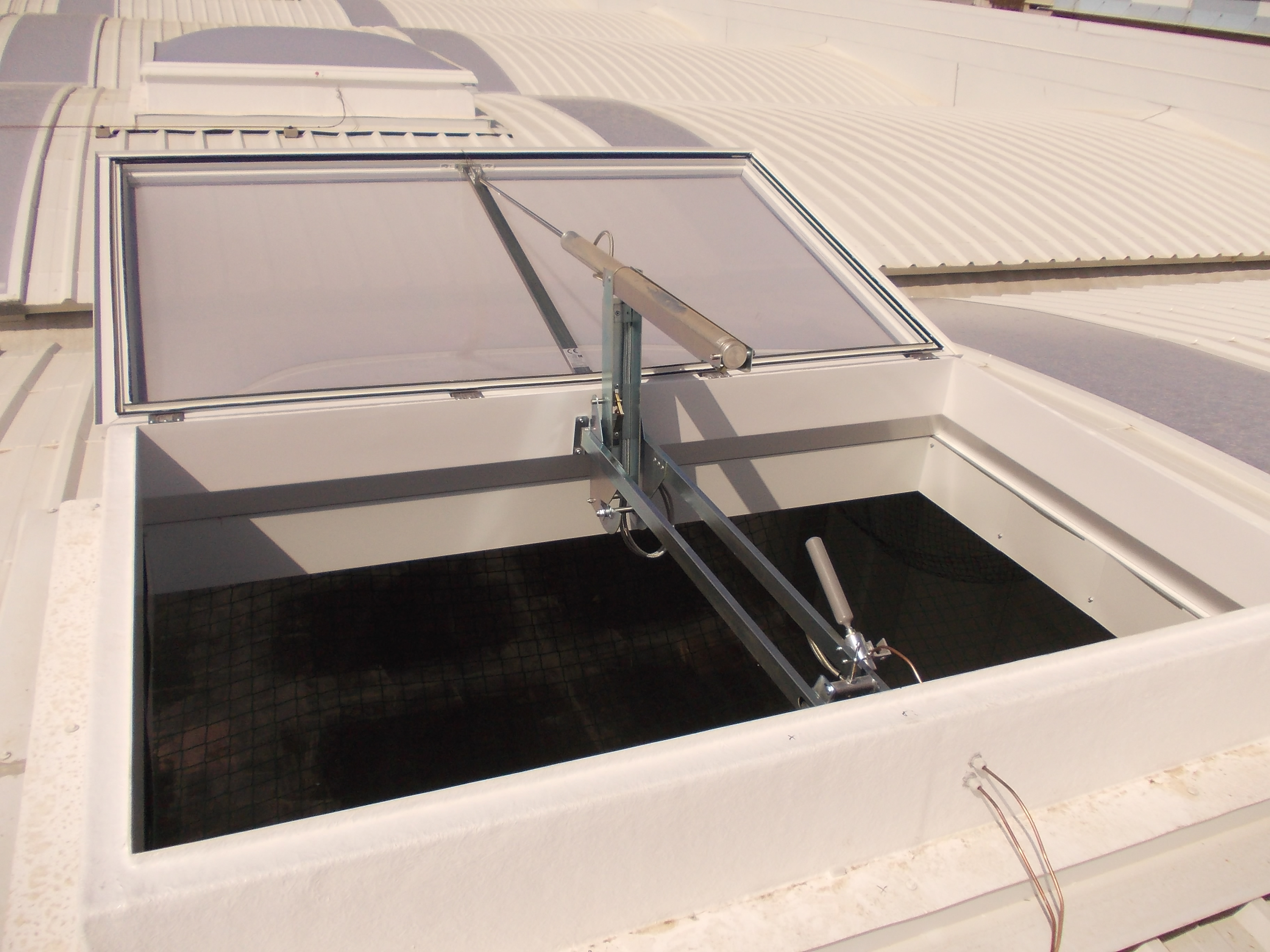
Exutorio

Un exutorio es un dispositivo para el control de la temperatura y evacuación de humos  producidos en caso de incendio en los edificios, que crea automáticamente una apertura en la cubierta o fachada para permitir la evacuación natural de gases de combustión, calor y humos. La apertura del sistema se puede realizar a través de un accionamiento manual o mediante una señal automática que generará el sistema de detección de incendios.

## Tipos
- Exutorio o aireador de lamas: Sistema especialmente diseñado para el control de humos y calor en caso de incendio, apto para la ventilación natural diaria así como elemento de iluminación natural.

- Exutorios de compuerta tipo claraboya, lucernarios y ventanas: exutorios que disponen de la doble función para control de la temperatura y la evacuación de humos y de aporte de luz natural al interior del edificio.

## Normativa europea
- UNE EN 120101-2: Sistemas para el control de humos y de calor. Parte 2: Especificaciones para aireadores de extracción natural de humos y calor.
- RSCIEI: Reglamento de Seguridad Contra Incendios en Establecimientos Industriales[1]
- CTE: Código Técnico de la Edificación(España)[2]
- UNE 23585: Seguridad contra incendios. Sistemas de control de temperatura y evacuación de humos (SCTEH). Requisitos y métodos de cálculo y diseño para proyectar un sistema de control de temperatura y de evacuación de humos en caso de incendio.
- UNE 23584: Seguridad contra incendios. Sistemas de control de temperatura y evacuación de humos (SCTEH). Requisitos para la instalación en obra, puesta en marcha y mantenimiento periódico de los SCTEH.